# Giulio Cesare (transatlantico 1949)
La motonave Giulio Cesare è stata il primo transatlantico costruito con caratteristiche tecniche moderne in Italia dopo la seconda guerra mondiale. Successivamente è stata prodotta la nave gemella Augustus, realizzata, sempre per conto dei Cantieri Riuniti dell'Adriatico, nel Cantiere San Marco di Trieste.

## Caratteristiche tecniche

### Struttura
La linea della nave fu uno stacco netto col passato per via dei moderni stilemi adottati. La nave segnò un punto di partenza per lo stile che poi influenzò la progettazione dei transatlantici italiani costruiti negli anni successivi.
Caratteristiche peculiari erano lo specchio di poppa tondeggiante, simile a quello degli incrociatori, una prua affilata detta "a tagliamare", sovrastrutture dei ponti digradanti gradualmente verso poppa ed un fumaiolo con linea aerodinamica; era presente un unico albero sagomato. Lo stile della nave la faceva assomigliare ad uno yacht e rendeva il profilo sottile, rendendo la figura nell'insieme leggera rispetto alle effettive dimensioni.
La struttura dello scafo, del tipo a "struttura completa", era suddiviso in dodici compartimenti stagni che, secondo la normativa della Convenzione di Londra del 1948, doveva garantire la galleggiabilità della nave anche nel caso fossero stati allagati due compartimenti attigui. Le sovrastrutture consistevano in dieci ponti, con quattro parzialmente di sovrastruttura e quattro adiacenti.

### Propulsione
Come per la gemella Augustus, la Giulio Cesare montava due motori Diesel della Fiat Grandi Motori di Torino, che all'epoca erano i più potenti disponibili. Essi erano stati costruiti nel 1939 per essere montati sul vecchio transatlantico Augustus del 1926, il quale doveva essere trasformato nella portaerei Sparviero, e sul transatlantico Roma, il quale sarebbe stato trasformato nella portaerei Aquila. A causa degli eventi bellici il progetto venne accantonato ed i motori rimasero inutilizzati per undici anni.
Durante le prime prove in mare, la Giulio Cesare raggiunse la velocità di 23,2 nodi.

### Strumentazione
Il transatlantico beneficiava di tutti gli strumenti per la navigazione più moderni dell'epoca come la girobussola, il radar, il pilota automatico ed altri.

### Locali per i passeggeri
La nave era suddivisa in tre Classi per un totale di 1102 passeggeri.
Gli interni erano analoghi a quelli di un grande albergo di lusso, in quanto i passeggeri usufruivano di aria condizionata in tutti gli ambienti, saloni e passeggiate ampi e luminosi, tre piscine e zone all'aperto dedicate all'intrattenimento.
L'arredamento, elegante e funzionale, era in linea con il buon gusto ed il design italiano di quegli anni.

## Rimodernamenti
Nel 1957 la nave beneficiò di un rimodernamento per ampliare la capienza per i passeggeri ed i relativi locali. Tali lavori vennero eseguiti per consentire alla Giulio Cesare di sostituire parzialmente l'Andrea Doria affondata nel 1956. Venne incrementata la stazza lorda, ora pari a 27.078 tonnellate, ed il numero dei passeggeri trasportati, che aumentava a 1185 (178 in prima classe, 288 in cabine e 719 in classe turistica).
Nel 1964 vennero completamente rinnovate le sistemazioni dei passeggeri, modificando il numero di passeggeri trasportati in 1073 (215 in prima classe e 858 in classe turistica). Inoltre il salone delle feste di prima classe venne trasformato in cinema teatro. Contemporaneamente in classe turistica venne allestita una sala giochi per bambini. La nave rimase fuori servizio per tre mesi.

## Incidente e guasti
Il 9 marzo 1965, a Montevideo, a causa del forte vento, la Giulio Cesare strisciò con una fiancata contro la motonave greca Samarettis.
Nel dicembre 1972, durante la navigazione atlantica con destinazione Buenos Aires, si verificò un guasto all'apparato motore: lo stesso venne parzialmente riparato in navigazione e successivamente a Buenos Aires.

## Cronologia servizi principali
- 17 ottobre 1951: crociera inaugurale Genova, Napoli, Tunisi, Algeri, Barcellona, Palma di Maiorca, Genova;
- 27 ottobre 1951: viaggio transatlantico inaugurale Genova - Buenos Aires;
- 15 gennaio 1953: crociera di cinque giorni in Israele;
- 29 giugno 1956: primo di tre viaggi stagionali Genova - New York; dopo l'affondamento dell'Andrea Doria la nave rimarrà fissa su tale tratta;
- 8 dicembre 1957: viaggio straordinario a Buenos Aires;
- 27 novembre 1958: bloccata a Genova a causa di uno sciopero fino al 1º dicembre 1958;
- 9 giugno 1959: bloccata a New York da uno sciopero fino al 9 luglio 1959, riparte il 22 luglio 1959;
- settembre 1959: viaggio con destinazione Buenos Aires;
- giugno 1960: viaggio occasionale per Buenos Aires;
- 1961: ripresa servizio per La Plata;
- 19 agosto 1964 - 16 novembre 1964: fuori servizio per lavori di rimodernamento; al termine ripresa del servizio per Buenos Aires;
- 1968: viene istituito Napoli come porto principale dell'itinerario della nave; in precedenza era stato istituito uno scalo a Las Palmas, nelle Isole Canarie, in seguito sostituito con Funchal, in Portogallo;
- 1970: sulla Giulio Cesare viene sperimentato per la prima volta il trasporto di carne congelata mediante contenitori refrigerati;
- 14 gennaio 1973: la nave rientra definitivamente a Napoli.

## Disarmo e demolizione
Nel 1973 la Giulio Cesare venne disarmata; il 20 aprile dello stesso anno venne venduta alla società Terrestre Marittima di La Spezia per essere demolita; la nave partì da Napoli per il suo ultimo viaggio il 7 maggio per arrivare a Spezia l'11 maggio, al traino del rimorchiatore Ariel.
La demolizione iniziò il 1º agosto 1974.